# Andrejs Cigaņiks
Andrejs Cigaņiks (Riga, 12 aprile 1997) è un calciatore lettone, centrocampista del Lucerna e della nazionale lettone.

## Carriera

### Club
Ha giocato nella prima divisione lettone, in quella ucraina, in quella slovacca ed in quella svizzera.

### Nazionale
Ha giocato nella nazionale lettone.

## Statistiche

### Cronologia presenze e reti in nazionale
| Cronologia completa delle presenze e delle reti in nazionale ― Lettonia | Cronologia completa delle presenze e delle reti in nazionale ― Lettonia | Cronologia completa delle presenze e delle reti in nazionale ― Lettonia | Cronologia completa delle presenze e delle reti in nazionale ― Lettonia | Cronologia completa delle presenze e delle reti in nazionale ― Lettonia | Cronologia completa delle presenze e delle reti in nazionale ― Lettonia | Cronologia completa delle presenze e delle reti in nazionale ― Lettonia | Cronologia completa delle presenze e delle reti in nazionale ― Lettonia |
| Data                                                                    | Città                                                                   | In casa                                                                 | Risultato                                                               | Ospiti                                                                  | Competizione                                                            | Reti                                                                    | Note                                                                    |
| ----------------------------------------------------------------------- | ----------------------------------------------------------------------- | ----------------------------------------------------------------------- | ----------------------------------------------------------------------- | ----------------------------------------------------------------------- | ----------------------------------------------------------------------- | ----------------------------------------------------------------------- | ----------------------------------------------------------------------- |
| 13-10-2018                                                              | Liepāja                                                                 | Lettonia                                                                | 1 – 1                                                                   | Kazakistan                                                              | UEFA Nations League 2018-2019 - 1º turno                                | -                                                                       | 67’                                                                     |
| 16-10-2018                                                              | Riga                                                                    | Lettonia                                                                | 0 – 3                                                                   | Georgia                                                                 | UEFA Nations League 2018-2019 - 1º turno                                | -                                                                       |                                                                         |
| 15-11-2018                                                              | Astana                                                                  | Kazakistan                                                              | 1 – 1                                                                   | Lettonia                                                                | UEFA Nations League 2018-2019 - 1º turno                                | -                                                                       | 45’                                                                     |
| 19-11-2018                                                              | Andorra La Vella                                                        | Andorra                                                                 | 0 – 0                                                                   | Lettonia                                                                | UEFA Nations League 2018-2019 - 1º turno                                | -                                                                       | 9’                                                                      |
| 21-3-2019                                                               | Skopje                                                                  | Macedonia del Nord                                                      | 3 – 1                                                                   | Lettonia                                                                | Qual. Euro 2020                                                         | -                                                                       | 60’, 90’                                                                |
| 7-6-2019                                                                | Riga                                                                    | Lettonia                                                                | 0 – 3                                                                   | Israele                                                                 | Qual. Euro 2020                                                         | -                                                                       | 58’                                                                     |
| 6-9-2019                                                                | Wals-Siezenheim                                                         | Austria                                                                 | 6 – 0                                                                   | Lettonia                                                                | Qual. Euro 2020                                                         | -                                                                       | 66’                                                                     |
| 10-10-2019                                                              | Riga                                                                    | Lettonia                                                                | 0 – 3                                                                   | Portogallo                                                              | Qual. Euro 2020                                                         | -                                                                       | 86’                                                                     |
| 3-9-2020                                                                | Riga                                                                    | Lettonia                                                                | 0 – 0                                                                   | Andorra                                                                 | UEFA Nations League 2020-2021 - 1º turno                                | -                                                                       |                                                                         |
| 6-9-2020                                                                | Attard                                                                  | Malta                                                                   | 1 – 1                                                                   | Lettonia                                                                | UEFA Nations League 2020-2021 - 1º turno                                | -                                                                       | 81’                                                                     |
| 7-10-2020                                                               | Podgorica                                                               | Montenegro                                                              | 1 – 1                                                                   | Lettonia                                                                | Amichevole                                                              | -                                                                       | 45’                                                                     |
| 10-10-2020                                                              | Tórshavn                                                                | Fær Øer                                                                 | 1 – 1                                                                   | Lettonia                                                                | UEFA Nations League 2020-2021 - 1º turno                                | -                                                                       |                                                                         |
| 13-10-2020                                                              | Riga                                                                    | Lettonia                                                                | 0 – 1                                                                   | Malta                                                                   | UEFA Nations League 2020-2021 - 1º turno                                | -                                                                       | 74’ 83’                                                                 |
| 11-11-2020                                                              | Serravalle                                                              | San Marino                                                              | 0 – 3                                                                   | Lettonia                                                                | Amichevole                                                              | -                                                                       | 61’                                                                     |
| 14-11-2020                                                              | Riga                                                                    | Lettonia                                                                | 1 – 1                                                                   | Fær Øer                                                                 | UEFA Nations League 2020-2021 - 1º turno                                | -                                                                       | 71’                                                                     |
| 17-11-2020                                                              | Andorra La Vella                                                        | Andorra                                                                 | 0 – 5                                                                   | Lettonia                                                                | UEFA Nations League 2020-2021 - 1º turno                                | -                                                                       | 82’                                                                     |
| 24-3-2021                                                               | Riga                                                                    | Lettonia                                                                | 1 – 2                                                                   | Montenegro                                                              | Qual. Mondiali 2022                                                     | -                                                                       | 81’                                                                     |
| 27-3-2021                                                               | Amsterdam                                                               | Paesi Bassi                                                             | 2 – 0                                                                   | Lettonia                                                                | Qual. Mondiali 2022                                                     | -                                                                       | 85’                                                                     |
| 30-3-2021                                                               | Istanbul                                                                | Turchia                                                                 | 3 – 3                                                                   | Lettonia                                                                | Qual. Mondiali 2022                                                     | -                                                                       | 45’                                                                     |
| 4-6-2021                                                                | Riga                                                                    | Lettonia                                                                | 3 – 1                                                                   | Lituania                                                                | Amichevole                                                              | -                                                                       | 49’ 62’                                                                 |
| 7-6-2021                                                                | Düsseldorf                                                              | Germania                                                                | 7 – 1                                                                   | Lettonia                                                                | Amichevole                                                              | -                                                                       | 68’                                                                     |
| 10-6-2021                                                               | Tallinn                                                                 | Estonia                                                                 | 2 – 1                                                                   | Lettonia                                                                | Amichevole                                                              | -                                                                       | 77’                                                                     |
| 1-9-2021                                                                | Riga                                                                    | Lettonia                                                                | 3 – 1                                                                   | Gibilterra                                                              | Qual. Mondiali 2022                                                     | 1                                                                       |                                                                         |
| 4-9-2021                                                                | Riga                                                                    | Lettonia                                                                | 0 – 2                                                                   | Norvegia                                                                | Qual. Mondiali 2022                                                     | -                                                                       | 75’                                                                     |
| 7-9-2021                                                                | Podgorica                                                               | Montenegro                                                              | 0 – 0                                                                   | Lettonia                                                                | Qual. Mondiali 2022                                                     | -                                                                       | 63’                                                                     |
| 8-10-2021                                                               | Riga                                                                    | Lettonia                                                                | 0 – 1                                                                   | Paesi Bassi                                                             | Qual. Mondiali 2022                                                     | -                                                                       |                                                                         |
| 11-10-2021                                                              | Riga                                                                    | Lettonia                                                                | 1 – 2                                                                   | Turchia                                                                 | Qual. Mondiali 2022                                                     | -                                                                       | 50’                                                                     |
| 13-11-2021                                                              | Oslo                                                                    | Norvegia                                                                | 0 – 0                                                                   | Lettonia                                                                | Qual. Mondiali 2022                                                     | -                                                                       |                                                                         |
| 16-11-2021                                                              | Gibilterra                                                              | Gibilterra                                                              | 1 – 3                                                                   | Lettonia                                                                | Qual. Mondiali 2022                                                     | -                                                                       | 90’                                                                     |
| 25-3-2022                                                               | Ta' Qali                                                                | Lettonia                                                                | 1 – 1                                                                   | Kuwait                                                                  | Amichevole                                                              | -                                                                       | 69’                                                                     |
| 29-3-2022                                                               | Baku                                                                    | Azerbaigian                                                             | 0 – 1                                                                   | Lettonia                                                                | Amichevole                                                              | -                                                                       | 63’                                                                     |
| 3-6-2022                                                                | Riga                                                                    | Lettonia                                                                | 3 – 0                                                                   | Andorra                                                                 | UEFA Nations League 2022-2023 - 1º turno                                | -                                                                       | 67’                                                                     |
| 6-6-2022                                                                | Riga                                                                    | Lettonia                                                                | 1 – 0                                                                   | Liechtenstein                                                           | UEFA Nations League 2022-2023 - 1º turno                                | -                                                                       | 57’                                                                     |
| 10-6-2022                                                               | Chișinău                                                                | Moldavia                                                                | 2 – 4                                                                   | Lettonia                                                                | UEFA Nations League 2022-2023 - 1º turno                                | -                                                                       | 45’ 61’                                                                 |
| 14-6-2022                                                               | Vaduz                                                                   | Liechtenstein                                                           | 0 – 2                                                                   | Lettonia                                                                | UEFA Nations League 2022-2023 - 1º turno                                | -                                                                       | 87’                                                                     |
| 22-9-2022                                                               | Riga                                                                    | Lettonia                                                                | 1 – 2                                                                   | Moldavia                                                                | UEFA Nations League 2022-2023 - 1º turno                                | -                                                                       | 82’                                                                     |
| 25-9-2022                                                               | Andorra La Vella                                                        | Andorra                                                                 | 1 – 1                                                                   | Lettonia                                                                | UEFA Nations League 2022-2023 - 1º turno                                | -                                                                       | 85’                                                                     |
| 16-11-2022                                                              | Riga                                                                    | Lettonia                                                                | 1 – 1                                                                   | Estonia                                                                 | Amichevole                                                              | -                                                                       | 62’                                                                     |
| 19-11-2022                                                              | Riga                                                                    | Lettonia                                                                | 1 – 1                                                                   | Islanda                                                                 | Amichevole                                                              | 1                                                                       |                                                                         |
| 22-3-2023                                                               | Dublino                                                                 | Irlanda                                                                 | 3 – 2                                                                   | Lettonia                                                                | Amichevole                                                              | -                                                                       | 69’ 71’                                                                 |
| 28-3-2023                                                               | Cardiff                                                                 | Galles                                                                  | 1 – 0                                                                   | Lettonia                                                                | Qual. Euro 2024                                                         | -                                                                       | 70’                                                                     |
| 16-6-2023                                                               | Riga                                                                    | Lettonia                                                                | 2 – 3                                                                   | Turchia                                                                 | Qual. Euro 2024                                                         | -                                                                       | 76’                                                                     |
| 19-6-2023                                                               | Erevan                                                                  | Armenia                                                                 | 2 – 1                                                                   | Lettonia                                                                | Qual. Euro 2024                                                         | -                                                                       | 64’                                                                     |
| 8-9-2023                                                                | Fiume                                                                   | Croazia                                                                 | 5 – 0                                                                   | Lettonia                                                                | Qual. Euro 2024                                                         | -                                                                       | 81’                                                                     |
| 11-9-2023                                                               | Riga                                                                    | Lettonia                                                                | 0 – 2                                                                   | Galles                                                                  | Qual. Euro 2024                                                         | -                                                                       | 90’                                                                     |
| 12-10-2023                                                              | Riga                                                                    | Lettonia                                                                | 2 – 0                                                                   | Armenia                                                                 | Qual. Euro 2024                                                         | -                                                                       |                                                                         |
| 15-10-2023                                                              | Konya                                                                   | Turchia                                                                 | 4 – 0                                                                   | Lettonia                                                                | Qual. Euro 2024                                                         | -                                                                       |                                                                         |
| 18-11-2023                                                              | Riga                                                                    | Lettonia                                                                | 0 – 2                                                                   | Croazia                                                                 | Qual. Euro 2024                                                         | -                                                                       |                                                                         |
| 21-11-2023                                                              | Varsavia                                                                | Polonia                                                                 | 2 – 0                                                                   | Lettonia                                                                | Amichevole                                                              | -                                                                       |                                                                         |
| 21-3-2024                                                               | Limassol                                                                | Cipro                                                                   | 1 – 1                                                                   | Lettonia                                                                | Amichevole                                                              | 1                                                                       |                                                                         |
| 26-3-2024                                                               | Larnaca                                                                 | Lettonia                                                                | 1 – 1                                                                   | Liechtenstein                                                           | Amichevole                                                              | -                                                                       | 90’                                                                     |
| 8-6-2024                                                                | Liepāja                                                                 | Lettonia                                                                | 0 – 2                                                                   | Lituania                                                                | Coppa del Baltico 2024                                                  | -                                                                       | 62’                                                                     |
| 11-6-2024                                                               | Liepāja                                                                 | Lettonia                                                                | 1 – 0                                                                   | Fær Øer                                                                 | Coppa del Baltico 2024                                                  | 1                                                                       | 46’                                                                     |
| 7-9-2024                                                                | Erevan                                                                  | Armenia                                                                 | 4 – 1                                                                   | Lettonia                                                                | UEFA Nations League 2024-2025 - 1º turno                                | -                                                                       |                                                                         |
| 10-9-2024                                                               | Riga                                                                    | Lettonia                                                                | 1 – 0                                                                   | Fær Øer                                                                 | UEFA Nations League 2024-2025 - 1º turno                                | -                                                                       |                                                                         |
| 10-10-2024                                                              | Riga                                                                    | Lettonia                                                                | 0 – 3                                                                   | Macedonia del Nord                                                      | UEFA Nations League 2024-2025 - 1º turno                                | -                                                                       | 43’                                                                     |
| 13-10-2024                                                              | Tórshavn                                                                | Fær Øer                                                                 | 1 – 1                                                                   | Lettonia                                                                | UEFA Nations League 2024-2025 - 1º turno                                | -                                                                       |                                                                         |
| 14-11-2024                                                              | Skopje                                                                  | Macedonia del Nord                                                      | 1 – 0                                                                   | Lettonia                                                                | UEFA Nations League 2024-2025 - 1º turno                                | -                                                                       |                                                                         |
| 17-11-2024                                                              | Riga                                                                    | Lettonia                                                                | 1 – 2                                                                   | Armenia                                                                 | UEFA Nations League 2024-2025 - 1º turno                                | -                                                                       |                                                                         |
| 21-3-2025                                                               | Andorra la Vella                                                        | Andorra                                                                 | 0 – 1                                                                   | Lettonia                                                                | Qual. Mondiali 2026                                                     | -                                                                       | 90’                                                                     |
| 24-3-2025                                                               | Londra                                                                  | Inghilterra                                                             | 3 – 0                                                                   | Lettonia                                                                | Qual. Mondiali 2026                                                     | -                                                                       |                                                                         |
| 7-6-2025                                                                | Riga                                                                    | Lettonia                                                                | 0 – 0                                                                   | Azerbaigian                                                             | Amichevole                                                              | -                                                                       | 46’ 67’                                                                 |
| 10-6-2025                                                               | Riga                                                                    | Lettonia                                                                | 1 – 1                                                                   | Albania                                                                 | Qual. Mondiali 2026                                                     | -                                                                       | 50’                                                                     |
| Totale                                                                  |                                                                         | Presenze                                                                | 63                                                                      |                                                                         | Reti                                                                    | 4                                                                       |                                                                         |

## Palmarès

### Club

#### Competizioni nazionali
- Coppa di Lettonia: 1

RFS Riga: 2019